# Laboratório de Pesquisa em Tecnologias da Informação e da Comunicação

## Apresentação
O Laboratório de Pesquisa em Tecnologias da Informação e da Comunicação LATEC UFRJ  está ligado à Escola de Comunicação, ao Programa de Pós Graduação em Linguística Aplicada da Universidade Federal do Rio de Janeiro e a COPPE-UFRJ. Os integrantes  desse grupo atuam na interface das áreas de Educação, Comunicação e Tecnologia, desenvolvendo projetos de Educação a distância, Educação corporativa, E-learning, Desenho Instrucional, Portais de Informação, Comunidades virtuais, Sistemas Multimídia, Jogos educativos e Realidade Virtual.

### História
O grupo nasceu em 2000, da necessidade de ter uma equipe preocupada em desenvolver e analisar sistemas multimídia voltados ao ensino para isso, parcerias com outros setores da universidade foram estabelecidas. Em pouco tempo, a equipe multimídia consolidou suas parcerias com outros grupos de Educação e Comunicação.

## Equipe
A equipe do LATEC/UFRJ conta com profissionais das áreas de Comunicação, Letras, Pedagogia, Psicologia, Design,Informática, Engenharia e Artes. Os alunos de Graduação da UFRJ que também fazem parte da equipe participam de programas de Iniciação Científica financiados pela própria Universidade ou por outras Instituições. Os alunos de pós-graduação que estão na equipe participam do Programa Interdisciplinar de Linguística Aplicada, da Faculdade de Letras da UFRJ.

### Parcerias internas
- Grupo de Estudos em Ensino de Ciências e Meio Ambiente  - GEA/FE/UFRJ - Faculdade de Educação;
- Grupo de Realidade Virtual Aplicada do Laboratório de Métodos Computacionais em Engenharia - GRVA/LAMCE - COPPE;
- Projeto Lingnet - Faculdade de Letras;
- Projeto Espaço GD – Escola de Belas Artes

### Parcerias externas
- Redintel - Tecnologia Educacional;
- FBTS - Fundação Brasileira de Tecnologia de Soldagem;
- Bluefish - Produção Multimídia.

### Parcerias internacionais
- Universität der Kunst - Berlin;
- Universität Salzburg;
- Universität Augsburg;
- Universidade Aberta de Lisboa.